# Олівер Кемпбелл
Олівер Едвард Майкл Кемпбелл (англ. Oliver Edward Michael Campbell; 25 лютого 1871 — 11 липня 1953) — був американським тенісистом.

## Кар'єра
Рівно століття Кемпбелл був наймолодшим гравцем, який перемагав на Відкритому чемпіонаті США з тенісу в одиночному розряді — він зробив це у віці 19 років, 6 місяців і 9 днів у 1890 році. Цей рекорд був побитий іншим американцем Пітом Сампрасом, який виграв US Open 1990 у віці 19 років і 28 днів.
Кемпбелл захистив свій титул у Челендж-матчі у 1891 році, перемігши Клеренса Хобарта, та у 1892 році, перемігши Фреда Хові, але не захищав його у 1893 році, таким чином титул перейшов до Роберта Ренна. Челендж-маті проти Клеренса Хобарта став першим титульним матчем, у якому було зіграно 5 сетів.
На додачу до титулів в одиночному розряді, Кемпбелл виграв три парних титули — у 1888, 1891 і 1892 роках.
У 1955 році Олівера Кемпбелла було включено в Міжнародну тенісну залу слави.

## Фінали турнірів Великого шолома

### Одиночний розряд

#### Перемоги
| Рік  | Турнір             | Суперник у фіналі | Рахунок у фіналі        |
| 1890 | U.S. Championships | Генрі Слоукам     | 6–2, 4–6, 6–3, 6–1      |
| 1891 | U.S. Championships | Клеренс Хобарт    | 2–6, 7–5, 7–9, 6–1, 6–2 |
| 1892 | U.S. Championships | Фред Хові         | 7–5, 3–6, 6–3, 7–5      |

### Парний розряд

#### Перемоги
| Рік  | Турнір             | Партнер        | Суперник у фіналі               | Рахунок у фіналі   |
| 1888 | U.S. Championships | Валентин Холл  | Клеренс Хобарт Едвард Макмюллен | 6–4, 6–2, 6–4      |
| 1891 | U.S. Championships | Боб Хантінгтон | Валентин Холл Клеренс Хобарт    | 6–3, 6–4, 8–6      |
| 1892 | U.S. Championships | Боб Хантінгтон | Валентин Холл Едвард Холл       | 6–4, 6–2, 4–6, 6–3 |

#### Поразки
| Рік  | Турнір             | Партнер        | Суперник у фіналі           | Рахунок у фіналі   |
| 1889 | U.S. Championships | Валентин Холл  | Генрі Слоукам Говард Тейлор | 6–1, 6–3, 6–2      |
| 1893 | U.S. Championships | Боб Хантінгтон | Клеренс Хобарт Фред Хові    | 6–4, 6–4, 4–6, 6–2 |